# クリス・グレン (ミュージシャン)
クリス・グレン（Chris Glen、1950年11月6日-）は、スコットランド出身のミュージシャン、ベーシスト。マイケル・シェンカー・グループなどで活動していた。

## 経歴

### 生い立ち
1950年11月6日、グラスゴーで生まれ、ペイズリーで育つ。

### 初期-センセーショナル・アレックス・ハーヴェイ・バンド(1969-1980)
1969年にザ・ジェイドというバンドに加入し、ベーシストとしてのキャリアが始まった。後にバンドはマスタード、ティアー・ガスに改名後、1970年にファースト・アルバム『Piggy Go Getter』をリリース、1971年には後に様々なバンドで共に活動するテッド・マッケンナが加入し、アルバム『Tear Gas』をリリースした。
1972年、グレンと同じスコットランド出身のアレックス・ハーヴェイとティアー・ガスのメンバーで「センセーショナル・アレックス・ハーヴェイ・バンド(SAHB)」を結成。ヨーロッパ・ツアーを開始する予定だったが、ハーヴェイは1977年にバンドを脱退し、バンドはアルバム『Rock Drill』のリリース直前に解散した。

### ジョン・マーティン
1979年にギタリストのジョン・マーティンとグラストンベリーで共演。グレンはマーティンのアルバム『Grace and Danger』にも参加している。

### マイケル・シェンカー・グループ(1980-1984)
マウンテン・マネージメントとのレコード契約が切れた後、他のアーティストと共演するようになった彼は、1980年、スコーピオンズやUFOで活動したドイツのロック・ギタリスト、マイケル・シェンカーを紹介されてマイケル・シェンカー・グループに加入。『神話』、『飛翔伝説 MSG武道館ライヴ』、『黙示録』、『限りなき戦い』、『ロック・ウィル・ネヴァー・ダイ』のレコーディングに参加した。1984年にシェンカーの酒とドラッグによる問題行動に耐えられず脱退した。

### GMT(グレン/マッコーリー/テイラー)(1985)
1985年、MSGを脱退してすぐにロビン・マッコーリー、フィル・テイラー(モーターヘッド)、ブライアン・ロバートソン(シン・リジィ)らとバンド「GMT」を結成。バンドは『Wargames』という4曲入りのEPをリリースして年内に解散。解散後はテレビやラジオのセッション・ワークや、ロンドンでバスの運転手をしていた。

### イアン・ギラン(1990)
1990年、当時ディープ・パープルを脱退していたイアン・ギランからの誘いを受けて、ギランのソロ・プロジェクトにツアー・メンバーとして加入。バンドにはテッド・マッケンナも参加した。アルバム『ネイキッド・サンダー』のプロモーションのためのワールド・ツアーに乗り出し、後にイギリスのノッティンガムで撮影されたライブDVDがリリースされた。

### パーティー・ボーイズ-SAHB再結成(1991-2008)
1991年、テッド・マッケンナを中心に結成されたスーパーグループ、パーティー・ボーイズに加入。
このバンドは2年間活動したが、メンバー全員がセンセーショナル・アレックス・ハーヴェイ・バンド出身だったため、スティーヴィー・ドハーティをヴォーカルに迎えてバンドを再結成することを決めた。1995年に解散するが、2002年に元ナザレスのビリー・ランキンをボーカルに迎えて再結成。2008年にザル・クレミンソンの脱退により解散。

### クリス・グレン&ジ・アウトフィット(2008-2020)
2008年、ドゥギー・ホワイト(ボーカル、元レインボー)、マックス・マクスウェル(センセーショナル・アレックス・ハーヴェイ・バンド)、ブライアン・マクフィー(ギター、元マリアンヌ・フェイスフル)、ロス・マクファーレン(ドラム、元テキサス)を迎え、自身のバンド「クリス・グレン&ジ・アウトフィット」を結成。
このバンドではオリジナル曲はリリースせず、グレンが在籍したセンセーショナル・アレックス・ハーヴェイ・バンド、マイケル・シェンカー、イアン・ギランの楽曲を演奏した。

### マイケル・シェンカー・グループ復帰(2008-2010)
2008年、マイケル・シェンカー・グループに復帰し、2010年のアルバム『In the Midst of Beauty』のプロモーション・ツアーに参加。グレンのMSGでのツアー参加は1984年以来だった。また、同年のマイケル・シェンカーのソロ・アルバム『Temple of Rock』でも2曲を演奏している。この間にイギリス、日本で数回のツアーを行い、ヨーロッパでもいくつかの公演を行った。

### グウィン・アシュトン-ポール・ローズ(2004)
2004年、ギタリストのグウィン・アシュトン、テッド・マッケンナと共にアルバム『Prohibition』を制作した。その後、マッケンナと共にポール・ローズとも活動し、ポールにライヴへの参加を依頼されたが断り脱退した。

### カフェ・ジャックス(2010)
2010年、再結成されたカフェ・ジャックスに加入。

### スティール・サークル
AC/DCなどで活動したドラマーのクリス・スレイドから依頼を受けて、彼が結成したバンド「スティール・サークル」のヨーロッパ・ツアーに参加。このツアーは、スレイドの音楽活動50周年を記念したものだった。

### マイケル・シェンカー・フェスト(2016-2022)
2016年、テッド・マッケンナと共にマイケル・シェンカー・フェストに加入、マイケル・シェンカーと再び活動する。2018年にアルバム『Resurrection』を、2019年に『Revelation』をリリースし、来日公演にも参加した。2022年、マイケル・シェンカー・フェストがMSGで活動を再開する時に脱退。

### 自伝執筆
2018年、作家で元SAHBのマネージャー、マーティン・キルティと共同で自伝『The Bass Business』を出版、それなりの成功と売上を記録した。2冊目の本が出るという話もあるが、これについてはまだ何も確定していない。